# 상사뱀
상사뱀(相思蛇)은 한국의 전설에 전해지는 괴물이다. 사랑을 이루지 못한 사람이 뱀으로 환생한 것이다. 남자와 여자 모두 상사뱀으로 환생할 수 있다. 낮에는 항아리 같은 데 들어가 있다가 밤이 되면 기어나와 전생에 짝사랑했던 사람을 휘감고 희롱한다. 나무궤을 집으로 생각해서, 궤를 짜주면 궤 속에 옮겨가 살려고 하는데, 이 때를 노려서 궤에 못질을 해 강물에 던져 퇴치한다. 사람의 말을 알아들으며 사람 말에 부끄러움도 느낀다 한다.:331
상사뱀 설화는 사회적 금기로 인해 제약받는 욕망을 직접적으로 다룬 설화로 평가되며, 대부분의 상사뱀들은 욕망을 이루지 못하고 비참한 최후를 맞는다.